# Col du Ménil
Der Col du Ménil ist ein 621 m hoher französischer Gebirgspass in den Vogesen. Er befindet sich in der Region Grand Est im Département Vosges und verbindet über die D486 Le Thillot im Süden mit Cornimont im Norden. Namensgebend für den Pass ist die Gemeinde Le Ménil, in der sich der höchste Punkt des Passes befindet.

## Streckenführung
Sowohl die Süd- als auch die Nordseite weisen nur geringe Steigungsprozente auf. Die längere Südseite führt über rund sieben Kilometer auf der gut ausgebauten D486 über bebautes Gebiet auf die Passhöhe, die sich nahe der Tête des Champs (997 m) befindet. Die Nordseite führt über Travexin durch bewaldetes Gebiet über 3,8 Kilometer zum höchsten Punkt und passiert dabei den Botanischen Garten „Jardin De Bonnegoutte 88“.
Folgt man der D486 weiter in Richtung Norden erreicht man den Col de Grosse Pierre (955 m). In südlicher Richtung liegt der Col des Croix (618 m).

## Radsport
Der Pass wurde im Verlauf der Tour de France bereits öfters überquert. Aufgrund seiner geringen Schwierigkeit wurde jedoch nie eine Bergwertung auf dem Col du Ménil abgenommen.
Bei der Tour im Jahr 2022 wurde der Pass auf der 7. Etappe mit dem Ziel auf der Planche des Belles Filles passiert. Die Tour de France 2023 überquerte den Pass auf der 20. Etappe, ehe diese letzte Bergetappe in Le Markstein zu Ende ging.
Der Col du Ménil liegt auf der längeren Strecke der Radsportveranstaltung für Hobbysportler „Les 3 Ballons“, die durch die Vogesen führt.